# Circonscription de Rhodope
La circonscription de Rhodope (en grec Εκλογική περιφέρεια Ροδόπης) est une circonscription législative de la Grèce. Elle correspond au territoire du nome de Rhodope. Elle compte 118 177 électeurs inscrits en janvier 2015.

Situation de la circonscription de Rhodope

## Élections législatives de mai 2012

### Résultats
La circonscription de Rhodope élit trois députés en mai 2012. Les élections ont lieu au scrutin proportionnel plurinominal avec prime majoritaire et un seuil de représentation de 3 % des suffrages exprimés au niveau national.
71 917 électeurs se sont exprimés sur 119 279 inscrits, soit un taux de participation de 60,29 %. Parmi les vingt-deux listes candidates, trois listes obtiennent chacune un siège dans la circonscription.
| Rang | Liste                              | Nombre de voix | Pourcentage des voix | Nombre de sièges |
| ---- | ---------------------------------- | -------------- | -------------------- | ---------------- |
| 1    | Mouvement socialiste panhellénique | +18 384,       | 26,71 %              | 1                |
| 2    | Nouvelle Démocratie                | +12 569,       | 18,26 %              | 1                |
| 3    | Alliance démocrate                 | +12 352,       | 17,95 %              | 0                |
| 4    | SYRIZA                             | +06 471,       | 9,40 %               | 1                |
| 5    | Grecs indépendants                 | +03 738,       | 5,43 %               | 0                |
| 6    | Parti communiste de Grèce          | +03 110,       | 4,52 %               | 0                |
| 7    | Gauche démocrate                   | +02 665,       | 3,87 %               | 0                |
| 8    | Aube dorée                         | +02 577,       | 3,74 %               | 0                |

### Députés

#### Mouvement socialiste panhellénique
La liste du Mouvement socialiste panhellénique est en tête et obtient un siège.
| Rang | Nom                 | Nombre de voix |
| ---- | ------------------- | -------------- |
| 1    | Achmet Chatzi Osman | +10 766,       |

#### Nouvelle Démocratie
La liste de la Nouvelle Démocratie est deuxième et obtient un siège.
| Rang | Nom                   | Nombre de voix |
| ---- | --------------------- | -------------- |
| 1    | Evripídis Stylianídis | +08 017,       |

#### SYRIZA
La liste de la SYRIZA est quatrième et obtient un siège.
| Rang | Nom                 | Nombre de voix |
| ---- | ------------------- | -------------- |
| 1    | Aïchán Kará Yousoúf | +02 987,       |

## Élections législatives de juin 2012

### Résultats
La circonscription de Rhodope élit trois députés en juin 2012. Les sièges sont répartis à l'issue d'un scrutin proportionnel plurinominal avec prime majoritaire entre les listes ayant obtenu au moins 3 % des suffrages exprimés au niveau national.
70 505 électeurs se sont exprimés sur 119 135 inscrits, soit un taux de participation de 59,18 %. Parmi les dix-huit listes candidates, trois listes obtiennent chacune un siège dans la circonscription.
| Rang | Liste                              | Nombre de voix | Pourcentage des voix | Nombre de sièges |
| ---- | ---------------------------------- | -------------- | -------------------- | ---------------- |
| 1    | Nouvelle Démocratie                | +18 889,       | 27,28 %              | 1                |
| 2    | Mouvement socialiste panhellénique | +14 221,       | 20,54 %              | 1                |
| 3    | SYRIZA                             | +13 676,       | 19,75 %              | 1                |
| 4    | Gauche démocrate                   | +12 283,       | 17,74 %              | 0                |
| 5    | Grecs indépendants                 | +02 953,       | 4,27 %               | 0                |
| 6    | Aube dorée                         | +02 901,       | 4,19 %               | 0                |
| 7    | Parti communiste de Grèce          | +01 336,       | 1,93 %               | 0                |

### Députés

#### Nouvelle Démocratie
La liste de la Nouvelle Démocratie est en tête et obtient un siège.
| Rang | Nom                   |
| ---- | --------------------- |
| 1    | Evripídis Stylianídis |

#### Mouvement socialiste panhellénique
La liste du Mouvement socialiste panhellénique est deuxième et obtient un siège.
| Rang | Nom                 |
| ---- | ------------------- |
| 1    | Achmet Chatzi Osman |

#### SYRIZA
La liste de la SYRIZA est troisième et obtient un siège.
| Rang | Nom                 |
| ---- | ------------------- |
| 1    | Aïchán Kará Yousoúf |

## Élections législatives de janvier 2015

### Résultats
La circonscription de Rhodope élit trois députés en janvier 2015. Les sièges sont répartis à l'issue d'un scrutin proportionnel plurinominal avec prime majoritaire entre les listes ayant obtenu au moins 3 % des suffrages exprimés au niveau national.
68 600 électeurs se sont exprimés sur 118 177 inscrits, soit un taux de participation de 58,05 %. Parmi les dix-sept listes candidates, deux listes obtiennent au moins un siège dans la circonscription.
| Rang | Liste                                | Nombre de voix | Pourcentage des voix | Nombre de sièges |
| ---- | ------------------------------------ | -------------- | -------------------- | ---------------- |
| 1    | SYRIZA                               | +32 276,       | 48,53 %              | 2                |
| 2    | Nouvelle Démocratie                  | +13 674,       | 20,56 %              | 1                |
| 3    | La Rivière                           | +08 444,       | 12,70 %              | 0                |
| 4    | Aube dorée                           | +03 251,       | 4,89 %               | 0                |
| 5    | Mouvement socialiste panhellénique   | +02 214,       | 3,33 %               | 0                |
| 6    | Grecs indépendants                   | +01 783,       | 2,68 %               | 0                |
| 7    | Mouvement des socialistes démocrates | +01 552,       | 2,33 %               | 0                |
| 8    | Parti communiste de Grèce            | +01 226,       | 1,84 %               | 0                |

### Députés
La répartition des sièges au sein de chaque liste élue dépend du nombre de voix obtenues individuellement par chaque candidat, suivant le système du vote préférentiel. Dans la circonscription de Rhodope, les listes peuvent comporter jusqu'à cinq candidats. Les électeurs peuvent exprimer un vote préférentiel pour l'un des candidats sur la liste pour laquelle ils votent.

#### SYRIZA
La liste de la SYRIZA est en tête et obtient deux sièges.
| Rang | Nom                 | Nombre de voix |
| ---- | ------------------- | -------------- |
| 1    | Moustafá Moustafá   | +12 616,       |
| 2    | Aïchán Kará Yousoúf | +09 559,       |

#### Nouvelle Démocratie
La liste de la Nouvelle Démocratie est deuxième et obtient un siège.
| Rang | Nom                   | Nombre de voix |
| ---- | --------------------- | -------------- |
| 1    | Evripídis Stylianídis | +09 839,       |